# 烏爾濟切尼鄉 (薩圖馬雷縣)
47°36′15″N 22°21′50″E / 47.60417°N 22.36389°E
烏爾濟切尼鄉（羅馬尼亞語：Comuna Urziceni, Satu Mare），是羅馬尼亞的鄉份，位於該國西北部，由薩圖馬雷縣負責管轄，面積32平方公里，海拔高度122米，2007年人口1,517，人口密度每平方公里47人。